# Subterranea
Subterranea – album koncepcyjny brytyjskiego, neoprogresywnego zespołu IQ, wydany w 1997 roku. Jest to jednocześnie pierwszy, dwupłytowy, studyjny album grupy.
Opowiada on człowieku, który w wyniku eksperymentu swego opiekuna - zwanego na początku „Providerem” - był od wieku dziecięcego wychowywany w oderwaniu od świata zewnętrznego, by jako dorosły człowiek być wypuszczonym i doświadczać świata od zera. Życie na wolności jest dla niego bardzo ciężkie, mieszka z bezdomnymi („Sleepless Accidental”), przeżywa miłość („Speak My Name”) i wiele innych przygód, w końcu decyduje się zemścić się na swoim prześladowcy - Mockenrue, gdy odkrywa („Somewhere In Time”), że jego ofiar jest więcej - a wszystkie mają na ciele charakterystyczny symbol „domina” z kołem w środku. Ofiary te łączą się we wspólnej walce („High Waters” - „The Narrow Margin”) którą przeżywa tylko główny bohater. Ostatecznie decyduje się on na powrót do dawnego „miejsca odosobnienia”, stwierdziwszy, że życie we współczesnym świecie jest zbyt niebezpieczne.

## Spis utworów

### Płyta 1
1. „Overture” – 4:38
2. „Provider” – 1:36
3. „Subterranea” – 5:53
4. „Sleepleess Incidental” – 6:23
5. „Failsafe” – 8:57
6. „Speak My Name” – 3:34
7. „Tunnel Vision” – 7:24
8. „Infernal Chorus” – 5:09
9. „King of Fools” – 2:02
10. „The Sense in Sanity” – 4:47
11. „State of Mine” – 1:59

### Płyta 2
1. „Laid Low” – 1:29
2. „Breathtaker” – 6:04
3. „Capricorn” – 5:16
4. „The Other Side” – 2:22
5. „Unsolid Ground” – 5:04
6. „Somewhere in Time” – 7:11
7. „High Waters” – 2:43
8. „The Narrow Margin” – 20:00

## Skład zespołu
- Peter Nicholls – wokal prowadzący
- Martin Orford – instrumenty klawiszowe, flet, wokal wspierający
- Mike Holmes – gitary
- John Jowitt – gitara basowa, wokal wspierający
- Paul Cook – perkusja